# Scopula oliveata
Scopula oliveata là một loài bướm đêm trong họ Geometridae.